# Headley Down
Headley Down – osada w Anglii, w hrabstwie Hampshire, w dystrykcie East Hampshire. Leży 42 km na wschód od miasta Winchester i 64 km na południowy zachód od Londynu.